# Волдынское
Волдынское — деревня в Дмитровском районе Московской области, в составе городского поселения Дмитров. Население — 84 чел. (2010). До 1954 года — центр Волдынского сельсовета. В 1994—2006 годах Волдынское входило в состав Настасьинского сельского округа.
Село Волжинское (Волдынское) Каменского стана в 1566 году было дворцовым. В 1619 году перешло во владение Бориса Михайловича Салтыкова "за московское осадное сидение". Оставалось во владении Салтыковых до XVIII века.

## Расположение

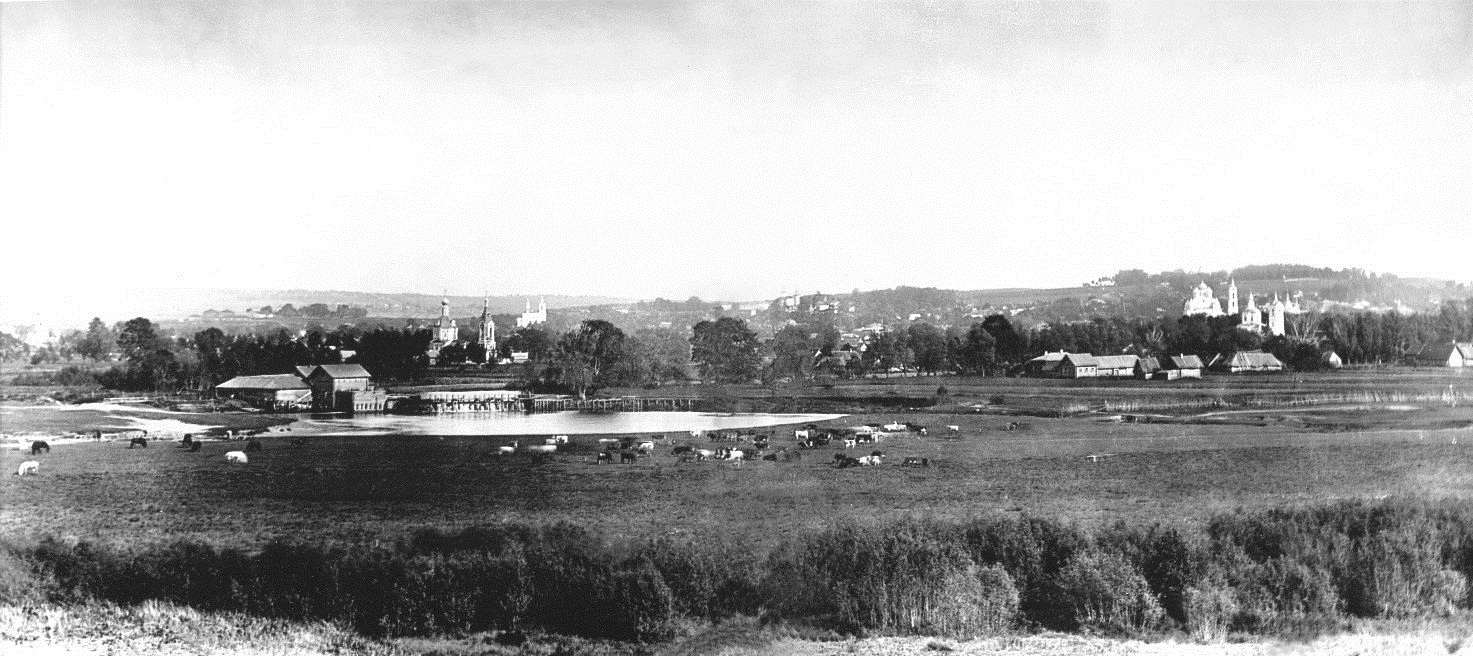
Вид Дмитрова с Волдынской горы. Фото 1898 года

Деревня расположена в центральной части района, примерно в 1 км западнее Дмитрова, у истоков безымянного ручья, левого притока Яхромы, высота центра над уровнем моря 203 м. Ближайшие населённые пункты — Настасьино и Ревякино на западе, Микишкино — на юге.

## Население
| 2002 | 2006 | 2010 |
| ---- | ---- | ---- |
| 96   | ↘92  | ↘84  |